# Jadis
Jadis — британський неопрогресивний рок-гурт. Для музики, яку виконують його музиканти, є характерним перевага гітар та досконале використання синтезаторів, що надають глибину та атмосферність звучанню та підкреслюють мелодійність. У теперішній час їхні альбоми випускаються під лейблом InsideOut Music. Назва гурту походить із французької мови та означає «минулого року». Інше значення цього слова можна перекласти як «зазнане (пережите) в минулому».

## Біографія
Гурт був сформований ще у 1982 р. гітаристом та співаком Джері Чендлером (Gary Chandler). Перші роки саме він очолював гурт, хоча і тоді всі пісні гурт створював разом цілим колективом. До початкового складу також увійшли: Трев Докінс (Trev Dawkins) — бас-гітара та Піт Селмон (Pete Salmon) — клавішні. До переїзду до Лондона гурт спочатку базувався у містечку Мілтон Кейнс. Пізніше до гурту приєдналися Мартін Орфорд (Martin Orford) — клавішні, Джон Джовітт (John Jowitt) — бас, Стів Крісті (Steve Christey) — ударні. Саме завдяки входженню до складу гурту двох музикантів з IQ Джону Джовітту і Мартіну Орфорду гурт Jadis отримав можливість випробувати себе у 1987 р. в театральній постановці альбому IQ Nomzamo, а в 1988 році вони супроводжували Marillion в його турне Clutching at Straws. Гітарист із Marillion Стів Ротрі пізніше на підставі цього матеріалу видав свій перший демонстраційний альбом.
Лише у 1992 р. з'явився перший студійний альбом гурту з назвою More Than Meets the Eye («Більше ніж зустрічаються очі»), за яким наступного року вийшов сингловий альбом Once Upon A Time («Одного разу»). У 1994 році був виданий другий довгограючий альбом Across the Water («Крізь воду»), який у перші дні після свого завершення був проданий великим накладом. Британське товариство сприяння рок-музиці Classic Rock Society номінувала гурт та цей альбом як найкращі у році. Після проходження європейського турне у 1996 році Німеччиною, Іспанією та Польщею відбулося розлучення по-дружньому з Мартіном Орфордом та Джоном Джовіттом. Їхні місця відповідно посіли клавішник Майк Торр (Mike Torr) та басист Стів Гант (Steve Hunt). У цьому новому складі у 1997 р. був виданий третій студійний альбом Sommersault, і так само відбувся дебют їхнього першого концертного альбому As Daylight Fades («Як денне світло зникає»).
На час запису наступного студійного альбому Understand («Зрозумій») знову повернулися Мартін Орфорд та Джон Джовітт, але після їхнього рішення залишити гурт вимушені були покинути Майк Торр і Стів Гант.
Після чергового туру Мексикою та Європою у 2002 р. гурт розпочав роботу над своїм одним із найвідоміших альбомів Fanatic, який був виданий у 2003 р. Того ж року побачив світ перший DVD-диск гурту з назвою View From Above («Вигляд зверху») із записами живих концертів попередніх турне.
У 2004 р., після завершення свого першого туру по США, гурт розпочав роботу над своїм останнім альбомом, який видав у 2006 р. з назвою Photoplay. Як результат, Мартін Орфорд вдруге залишив гурт через музичні розбіжності, поступившись місцем італійському клавішнику Джилі Різі (Giuli Risi), який не є постійним учасником, а лише приєднується до гурту під час сесійних виступів. Наприкінці 2006 року Джовітт так само залишив знову гурт, а замість нього на заміну для декількох сесій був запрошений ударник Енді Мерлоу (Andy Marlow). Починаючи з цього року в гурті з'явився другий гітарист Стів Торн (Steve Thorne).

## Дискографія
- 1992: More Than Meets The Eye (Повторна публікація у 2005 р. як Special Edition)
- 1993: Once Upon A Time… (EP)
- 1994: Across The Water
- 1996: Once Or Twice (EP)
- 1997: Sommersault
- 1998: As Daylight Fades (live)
- 2000: Understand
- 2001: Medium Rare (live) (складанка з двох ранніх EP, Once Upon a Time та Once or Twice, + деякі додаткові треки)
- 2001: Alive Outside (live)
- 2003: Fanatic
- 2003: View From Above (live, DVD)
- 2006: Photoplay
- 2012: See Right Through You
- 2016: No Fear of Looking Down
- 2024: More Questions Than Answers